# Coppa del Sudafrica
La Coppa del Sudafrica (in inglese South African Cup; in afrikaans Suid-Afrikaanse Beker), per ragioni di sponsorizzazione nota anche come Nedbank Cup, è la coppa nazionale sudafricana di calcio.
Per il torneo sono stati adottati vari formati nel corso degli anni, ma la competizione si è sempre basata sull'idea di dare la possibilità alle squadre di divisioni inferiori e alle squadre amatoriali di competere con le squadre della massima divisione per la vittoria della coppa. Nell'intento il torneo si richiama alla FA Cup inglese.

## Storia
Il torneo fu fondato nel 1971 come Life Challenge Cup, nome mantenuto sino al 1975. Per motivi di sponsorizzazione, nel 1976 e 1977 il torneo fu noto come Benson and Hedges Trophy e dal 1978 al 1987 come Mainstay Cup. Nel 1988 il torneo fu sponsorizzato dalla First National Bank e fu ridenominato Bob Save Super Bowl, nome usato sino al 2001. Le edizioni del 1997 e del 2002 non furono giocate. Dal 2003 al 2007 fu quindi sponsorizzato da ABSA e fu noto come ABSA Cup. Dal 2008 è noto come Nedbank Cup, sempre per ragioni di sponsorizzazione.

## Formula
Competono attualmente 16 squadre della Premier Division, 8 della National First Division e 8 delle leghe minori, per un totale di 32 partecipanti. Le squadre della massima serie accedono direttamente al tabellone principale, mentre le squadre di seconda divisione disputano un turno preliminare tra di loro. Le squadre delle serie minori, invece, giocano vari turni preliminari prima di accedere al tabellone principale.
Dai sedicesimi di finale le squadre sono sorteggiate l'una contro l'altra in modo libero, senza limitazioni, e la prima sorteggiata gioca la partita in casa. Non esistono le ripetizioni: i match chiusisi in parità nei 90 minuti procedono ai tempi supplementari e poi ai tiri di rigore se necessario.
La vincitrice del torneo riceve un premio in denaro di 7 milioni di rand e si qualifica alla Coppa della Confederazione CAF della stagione successiva.

## Premi in denaro
| Posizione            | Posizione            |  | Rand      | Rand      |
| -------------------- | -------------------- |  | --------- | --------- |
| Vincitore            | Vincitore            |  | 7,000,000 | 7,000,000 |
| Finalista            | Finalista            |  | 2,500,000 | 2,500,000 |
| Semifinalista        | Semifinalista        |  | 1,000,000 | 1,000,000 |
| Quarti di finale     | Quarti di finale     |  | 400,000   | 400,000   |
| Ottavi di finale     | Ottavi di finale     |  | 200,000   | 200,000   |
| Sedicesimi di finale | Sedicesimi di finale |  | 100,000   | 100,000   |

## Albo d'oro
| Anno                     | Vincitore           | Risultato          | Finalista             | Luogo                      | Allenatore vincente             |
| Life Challenge Cup       | Life Challenge Cup  | Life Challenge Cup | Life Challenge Cup    | Life Challenge Cup         | Life Challenge Cup              |
| ------------------------ | ------------------- | ------------------ | --------------------- | -------------------------- | ------------------------------- |
| 1971                     | Kaizer Chiefs       | 2-2                | Orlando Pirates       |                            |                                 |
| 1972                     | Kaizer Chiefs       | 4-1                | Zulu Royals           |                            |                                 |
| 1973                     | Orlando Pirates     | 5-2                | Zulu Royals           |                            |                                 |
| 1974                     | Orlando Pirates     | 1-0                | AmaZulu               |                            |                                 |
| 1975                     | Orlando Pirates     | 2-1                | Kaizer Chiefs         |                            |                                 |
| Benson and Hedges Trophy |                     |                    |                       |                            |                                 |
| 1976                     | Kaizer Chiefs       | 1-0                | Orlando Pirates       |                            |                                 |
| 1977                     | Kaizer Chiefs       | 1-0                | Orlando Pirates       |                            |                                 |
| Mainstay Cup             |                     |                    |                       |                            |                                 |
| 1978                     | Wits University     | 3-2                | Kaizer Chiefs         |                            | Eddie Lewis                     |
| 1979                     | Kaizer Chiefs       | 3-3                | Highlands Park        |                            | Mario Tuani                     |
| 1980                     | Orlando Pirates     | 3-2                | Moroka Swallows       |                            |                                 |
| 1981                     | Kaizer Chiefs       | 1-1                | Orlando Pirates       |                            | Eliakim Khumalo                 |
| 1982                     | Kaizer Chiefs       | 2-1                | African Wanderers     |                            |                                 |
| 1983                     | Moroka Swallows     | 1-0                | Witbank Black Aces    |                            | Mario Tuani                     |
| 1984                     | Kaizer Chiefs       | 1-0                | Orlando Pirates       |                            | Joe Frickleton                  |
| 1985                     | Bloemfontein Celtic | 2-1                | African Wanderers     |                            | Dave Roberts                    |
| 1986                     | Mamelodi Sundowns   | 1-0                | Jomo Cosmos           |                            | Stanley Tshabalala              |
| 1987                     | Kaizer Chiefs       | 1-0                | AmaZulu               |                            | Theodore Dumitru                |
| Bob Save Super Bowl      |                     |                    |                       |                            |                                 |
| 1988                     | Orlando Pirates     | 2-1                | Kaizer Chiefs         |                            | Walter da Silva                 |
| 1989                     | Moroka Swallows     | 1-1                | Mamelodi Sundowns     |                            | Eddie Lewis                     |
| 1990                     | Jomo Cosmos         | 1-0                | AmaZulu               |                            | Roy Matthews                    |
| 1991                     | Moroka Swallows     | 2-1                | Jomo Cosmos           |                            |                                 |
| 1992                     | Kaizer Chiefs       | 2-1                | Jomo Cosmos           |                            | Jeff Butler                     |
| 1993                     | Witbank Black Aces  | 1-0                | Kaizer Chiefs         |                            | Johnny Ferreira                 |
| 1994                     | Vaal Professionals  | 1-0                | Qwa Qwa Stars         |                            | Simon "Bull" Lehoko             |
| 1995                     | Cape Town Spurs     | 3-0                | Pretoria City         |                            | Mich D'Avray                    |
| 1996                     | Orlando Pirates     | 1-0                | Jomo Cosmos           |                            | Viktor Bondarenko               |
| 1997                     | Non disputata       | Non disputata      | Non disputata         | Non disputata              | Non disputata                   |
| 1998                     | Mamelodi Sundowns   | 1-1                | Orlando Pirates       |                            | Theodore Dumitru                |
| 1999                     | SuperSport United   | 2-1                | Kaizer Chiefs         |                            | Roy Matthews                    |
| 2000                     | Kaizer Chiefs       | 1-0                | Mamelodi Sundowns     |                            | Muhsin Ertugral                 |
| 2001                     | Santos              | 1-0                | Mamelodi Sundowns     |                            | Clive Barker                    |
| 2002                     | Non disputata       | Non disputata      | Non disputata         | Non disputata              | Non disputata                   |
| ABSA Cup                 |                     |                    |                       |                            |                                 |
| 2003                     | Santos              | 2-0                | Ajax Cape Town        |                            | Boebie Solomons                 |
| 2004                     | Moroka Swallows     | 3-1                | Manning Rangers       |                            | Gavin Hunt                      |
| 2005                     | SuperSport United   | 1-0                | Wits University       |                            | Pitso Mosimane                  |
| 2006                     | Kaizer Chiefs       | 0-0                | Orlando Pirates       | Kings Park Stadium         | Ernst Middendorp                |
| 2007                     | Ajax Cape Town      | 2-0                | Mamelodi Sundowns     |                            | Muhsin Ertugral                 |
| Nedbank Cup              |                     |                    |                       |                            |                                 |
| 2008                     | Mamelodi Sundowns   | 1-0                | Mpumalanga Black Aces | Johannesburg Stadium       | Trott Moloto                    |
| 2008-09                  | Moroka Swallows     | 1-0                | Pretoria University   | Rand Stadium               | Júlio César Leal                |
| 2009-10                  | Bidvest Wits        | 3-0                | AmaZulu               | Soccer City                | Roger De Sá                     |
| 2010-11                  | Orlando Pirates     | 3-1                | Black Leopards        | Mbombela Stadium           | Ruud Krol                       |
| 2011-12                  | SuperSport United   | 2-0                | Mamelodi Sundowns     | Orlando Stadium            | Gavin Hunt                      |
| 2012-13                  | Kaizer Chiefs       | 1-0                | SuperSport United     | Moses Mabhida Stadium      | Stuart Baxter                   |
| 2013-14                  | Orlando Pirates     | 3-1                | Bidvest Wits          | Moses Mabhida Stadium      | Vladimir Vermezović             |
| 2014-15                  | Mamelodi Sundowns   | 0-0 (dts; 4-3 dtr) | Ajax Cape Town        | Nelson Mandela Bay Stadium | Pitso Mosimane                  |
| 2015-16                  | SuperSport United   | 3-2                | Orlando Pirates       | Peter Mokaba Stadium       | Stuart Baxter                   |
| 2016-17                  | SuperSport United   | 4-1                | Orlando Pirates       | Moses Mabhida Stadium      | Stuart Baxter                   |
| 2017-18                  | Free State Stars    | 1-0                | Maritzburg United     | Cape Town Stadium          | Luc Eymael                      |
| 2018-19                  | TS Galaxy           | 1-0                | Kaizer Chiefs         | Cape Town Stadium          | Dan Malesela                    |
| 2019-20                  | Mamelodi Sundowns   | 1-0 (dts)          | Bloemfontein Celtic   | Orlando Stadium            | Pitso Mosimane                  |
| 2020-21                  | Tshakhuma           | 1-0                | Chippa United         | Free State Stadium         | Dylan Kerr                      |
| 2021-22                  | Mamelodi Sundowns   | 2-1 (dts)          | Marumo Gallants       | Royal Bafokeng Stadium     | Manqoba Mngqithi Rulani Mokwena |
| 2022-23                  | Orlando Pirates     | 2-1                | Sekhukhune United     | Loftus Stadium             | José Riveiro                    |
| 2023-24                  | Orlando Pirates     | 2-1                | Mamelodi Sundowns     | Mbombela Stadium           | José Riveiro                    |
| 2024-25                  | Kaizer Chiefs       | 2-1                | Orlando Pirates       | Moses Mabhida Stadium      | Nasreddine Nabi                 |

## Vittorie per squadra
| Squadra                        | Vittorie | Prima vittoria | Ultima vittoria | Finali perse | Ultima sconfitta in finale | Finali disputate |
| ------------------------------ | -------- | -------------- | --------------- | ------------ | -------------------------- | ---------------- |
| Kaizer Chiefs                  | 14       | 1971           | 2025            | 5            | 2019                       | 20               |
| Orlando Pirates                | 10       | 1973           | 2024            | 10           | 2025                       | 20               |
| Mamelodi Sundowns              | 6        | 1986           | 2022            | 6            | 2024                       | 12               |
| Moroka Swallows                | 5        | 1983           | 2009            | 1            | 1980                       | 6                |
| SuperSport United              | 5        | 1999           | 2017            | 1            | 2013                       | 6                |
| Wits University                | 2        | 1978           | 2010            | 2            | 2014                       | 4                |
| Santos                         | 2        | 2001           | 2003            | 0            | —                          | 2                |
| Jomo Cosmos                    | 1        | 1990           | 1990            | 4            | 1996                       | 5                |
| Ajax Cape Town                 | 1        | 2007           | 2007            | 2            | 2015                       | 3                |
| Witbank Black Aces             | 1        | 1993           | 1993            | 1            | 1983                       | 2                |
| Free State Stars/Qwa Qwa Stars | 1        | 2018           | 2018            | 1            | 1994                       | 2                |
| Bloemfontein Celtic            | 1        | 1985           | 1985            | 0            | —                          | 1                |
| Cape Town Spurs                | 1        | 1995           | 1995            | 0            | —                          | 1                |
| TS Galaxy                      | 1        | 2019           | 2019            | 0            | —                          | 1                |
| Vaal Professionals             | 1        | 1994           | 1994            | 0            | —                          | 1                |
| Tshakhuma                      | 1        | 2021           | 2021            | 0            | —                          | 1                |
| Amazulu                        | 0        | —              | —               | 6            | 2010                       | 6                |
| African Wanderers              | 0        | —              | —               | 2            | 1985                       | 2                |
| Black Leopards                 | 0        | —              | —               | 1            | 2011                       | 1                |
| Highlands Park                 | 0        | —              | —               | 1            | 1979                       | 1                |
| Manning Rangers                | 0        | —              | —               | 1            | 2004                       | 1                |
| Maritzburg United              | 0        | —              | —               | 1            | 2018                       | 1                |
| Mpumalanga Black Aces          | 0        | —              | —               | 1            | 2008                       | 1                |
| Pretoria City                  | 0        | —              | —               | 1            | 1995                       | 1                |
| University of Pretoria         | 0        | —              | —               | 1            | 2009                       | 1                |
| Chippa United                  | 0        | —              | —               | 1            | 2021                       | 1                |
| Marumo Gallants                | 0        | —              | —               | 1            | 2022                       | 1                |
| Sekhukhune United              | 0        | —              | —               | 1            | 2023                       | 1                |